# موسى كامارا (لاعب كرة قدم، مواليد 1998)
موسى كامارا (من مواليد 27 نوفمبر 1998) هو لاعب كرة قدم غيني يلعب كحارس مرمى لنادي هورويا والمنتخب الغيني.